# Dimorphotheca sinuata
 Dimorphotheca sinuata  DC., 1838 è una specie di pianta angiosperma dicotiledone della famiglia delle Asteraceae (sottofamiglia Asteroideae).

## Etimologia
Il nome generico (Dimorphotheca) deriva da due parole greche: "dimorph" (= due forme), e "theke" (= custodia o contenitore), e fa riferimento alle due forme degli acheni all'interno di ciascun capolino.  L'epiteto specifico (sinuata) significa "con margini sinuosi o ondulati".
Il nome scientifico della specie è stato definito dal botanico Augustin Pyramus de Candolle (1778-1841) nella pubblicazione " Prodromus Systematis Naturalis Regni Vegetabilis ... (DC.) " ( Prodr. [A. P. de Candolle] 6: 72 ) del 1838.

## Descrizione

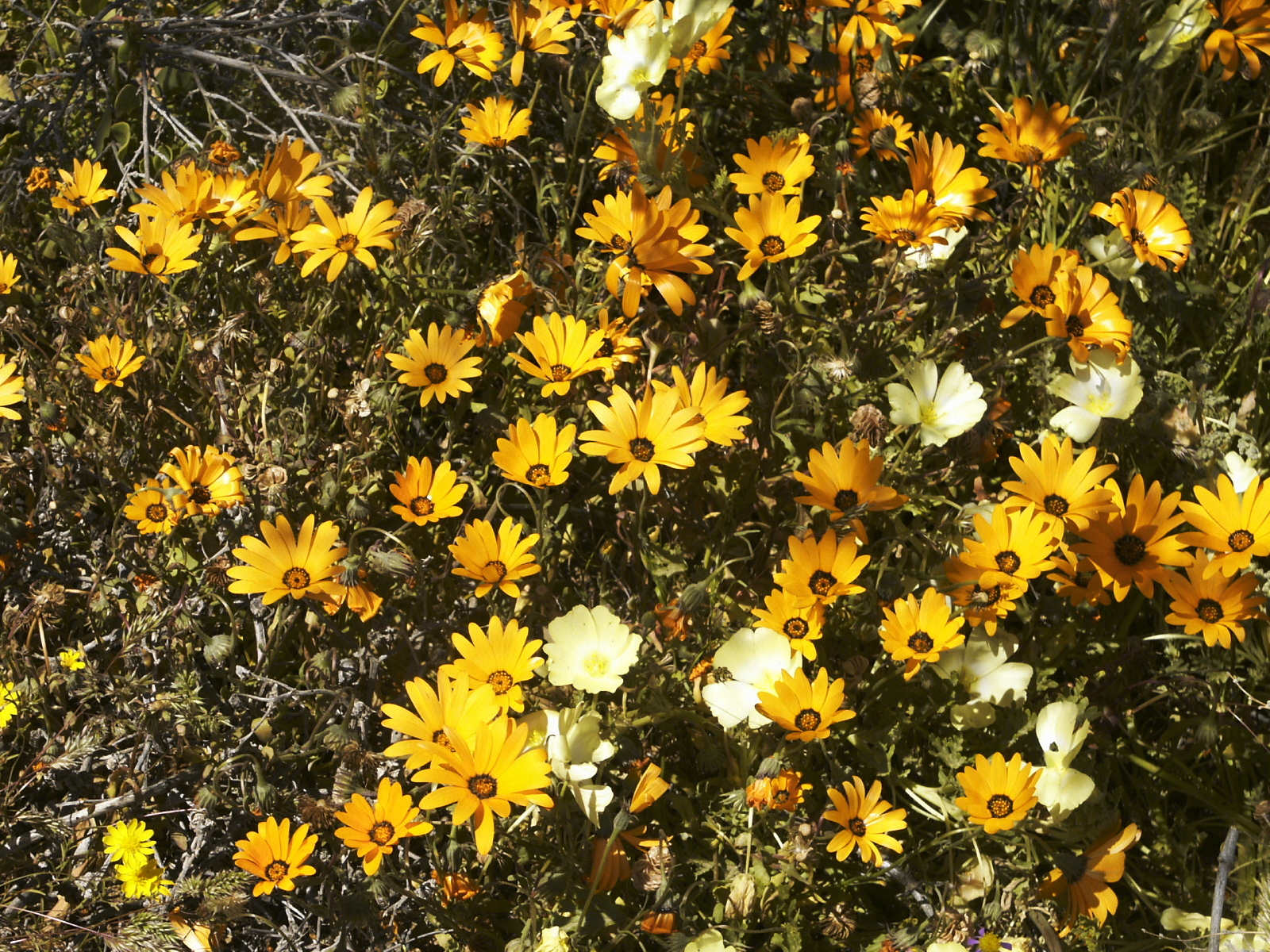
Il portamento

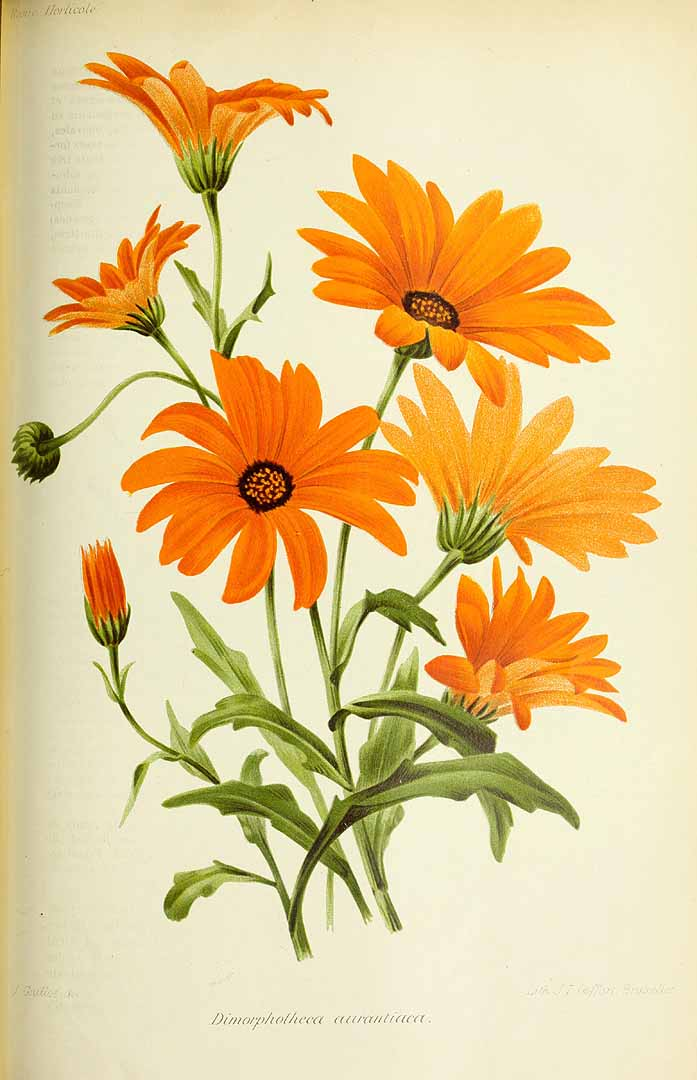
Le foglie

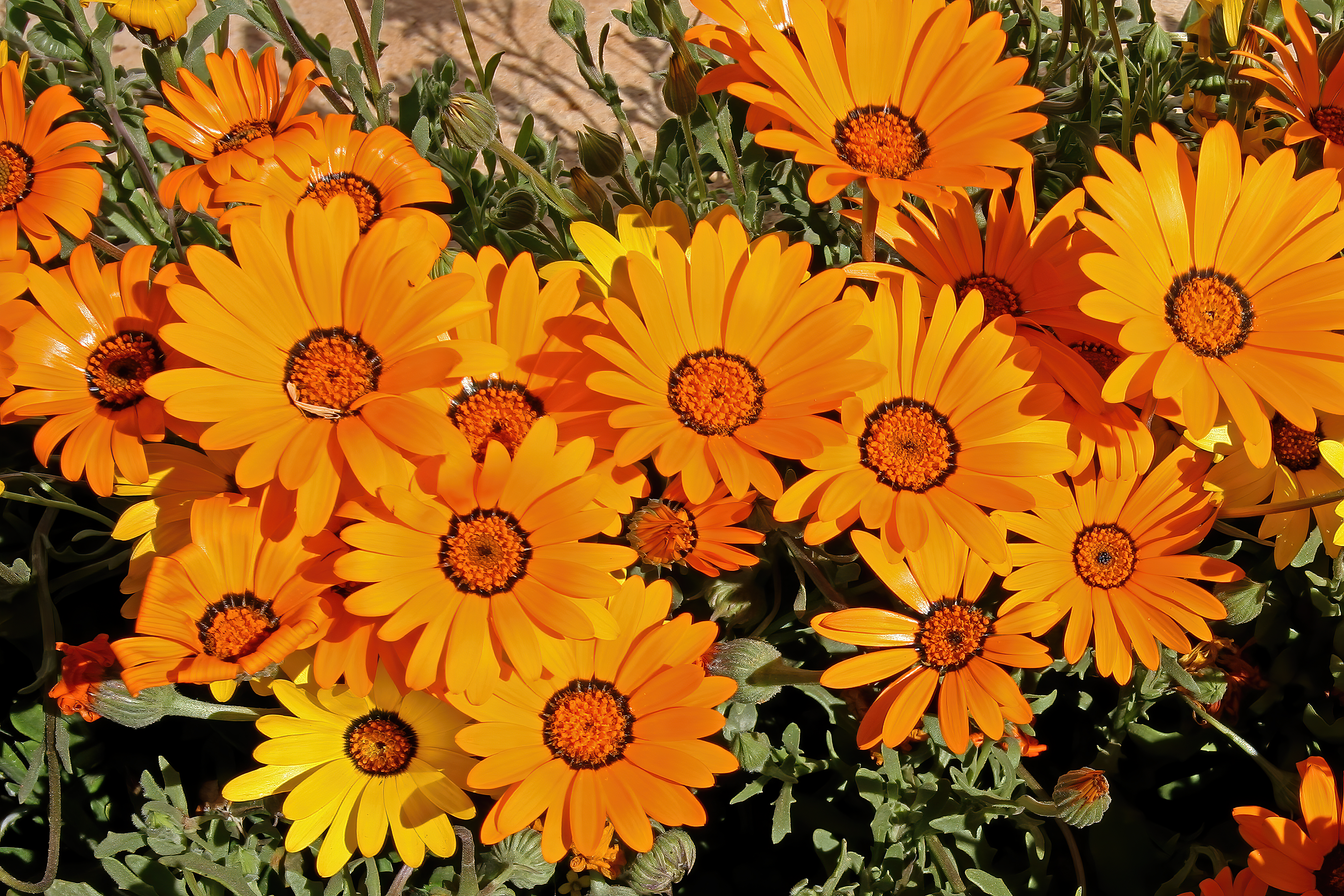
Infiorescenza

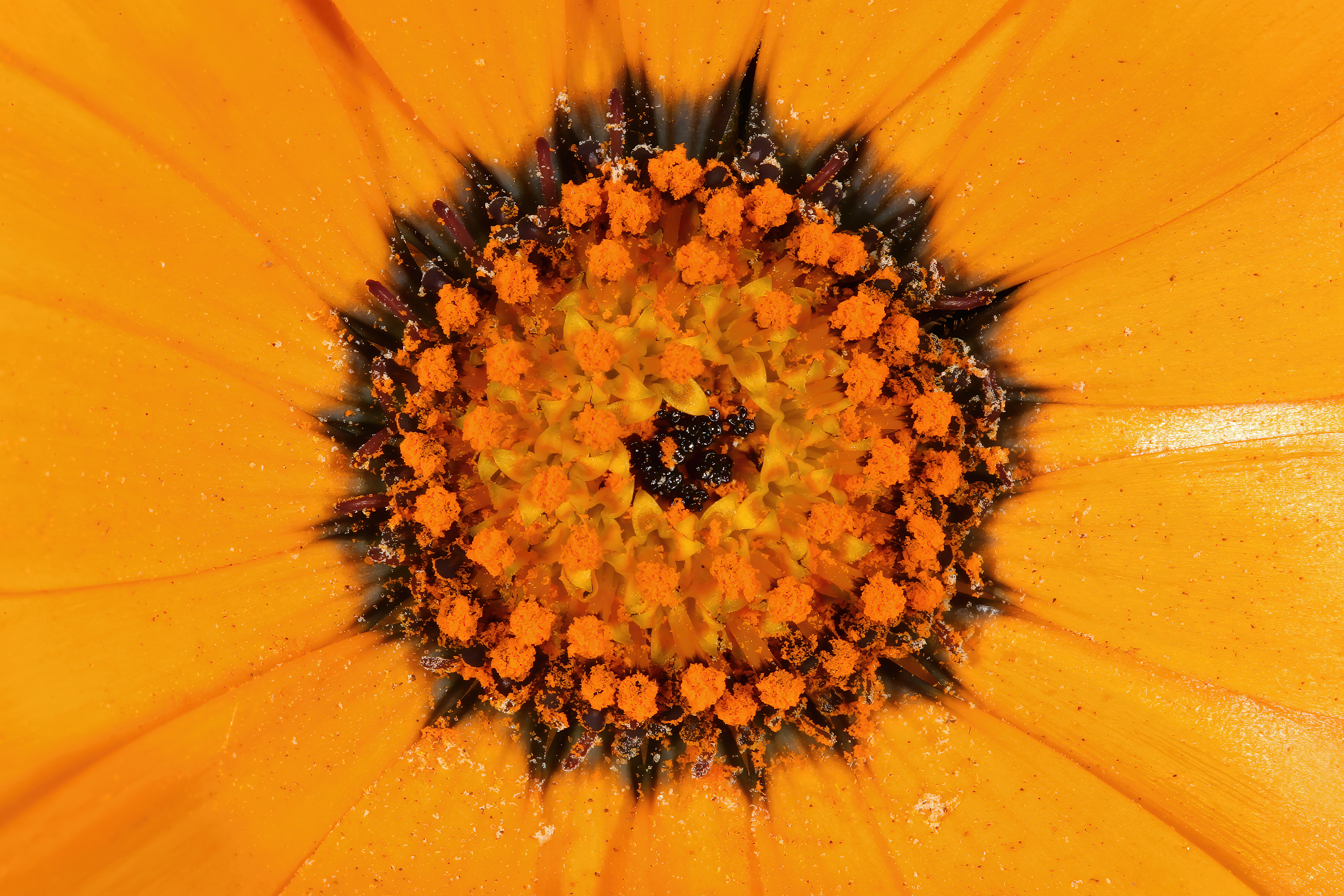
I fiori

Habitus. Dimorphotheca sinuata ha un habitus erbacee annuo. Inoltre è priva di lattice. Alcune piante possono essere spinescenti.
Radici. Le radici sono secondarie da rizoma.
Fusto. La parte aerea in genere è eretta (da decombenti o prostrati a eretti), semplice o ramosa. I fusti possono essere glabri o aracnosi (eventualmente peloso-irti o stipitato-ghiandolosi). Altezza media: 5 – 30 cm.
Foglie. Le foglie in genere sono cauline disposte in modo alternato e sono sessili. Il contorno della lamina è intero con forme da strettamente oblunghe o oblanceolate a lineari. I margini sono grossolanamente sinuati/dentati. La consistenza della foglia normalmente è erbacea con superficie glabra o scarsamente aracnose e/o stipitato-ghiandolari. Dimensione delle foglie: 10 - 50 x 2 – 20 mm.
Infiorescenza. Le sinflorescenze sono sia scapose (singoli capolini) che composte da diversi capolini raccolti in formazioni corimbose. Le infiorescenze vere e proprie sono formate da un capolino terminale peduncolato di tipo radiato. Alla base dell'involucro (la struttura principale del capolino) può essere presente un calice formato da alcune brattee fogliacee. I capolini sono formati da un involucro, con forme da campanulate a emisferiche, composto da diverse brattee, al cui interno un ricettacolo fa da base ai fiori di due tipi: quelli esterni del raggio e quelli più interni del disco. Le brattee, glabre o pelose, con forme lanceolate, sono disposte in modo più o meno embricato su una-due serie e possono essere connate alla base;  talora possono avere un margine ialino. Il ricettacolo, a volte alveolato, è nudo (senza pagliette a protezione della base dei fiori); la forma varia da piatta a conica. Lunghezza dei peduncoli: 5 – 15 cm. Lunghezza delle brattee involucrali: 6 – 12 mm.
Fiori.  I fiori (i fiori del disco sono da 15 a 50 per capolino) sono tetra-ciclici (formati cioè da 4 verticilli: calice – corolla – androceo – gineceo) e pentameri (calice e corolla formati da 5 elementi). Sono inoltre ermafroditi, più precisamente i fiori del raggio (quelli ligulati e zigomorfi) sono femminili (a volte sono sterili); mentre quelli del disco centrale (tubulosi e actinomorfi) sono bisessuali (a volte funzionalmente maschili).
- Formula fiorale:

*/x K {\displaystyle \infty }, [C (5), A (5)], G 2 (infero), achenio
- Calice: i sepali del calice sono ridotti ad una coroncina di squame.
- Corolla: nella parte inferiore i petali della corolla sono saldati insieme e formano un tubo. In particolare le corolle dei fiori del disco centrale (tubulosi) terminano con delle fauci dilatate a raggiera con cinque lobi acuti, affusolati o dilatati e più o meno patenti. Nella corolla dei fiori periferici (ligulati) il tubo si trasforma in un prolungamento ligulato, terminante generalmente con tre denti. Il colore della parte abassiale delle corolle del raggio è giallo/arancio con sfumature di viola; adassialmente sono gialle o arancio. Il colore dei fiori del disco è giallo o arancio (violacee distalmente). Lunghezza delle ligule: 15 – 20 mm. Lunghezza dei lobi: 4 – 5 mm,
- Androceo: gli stami sono 5 con dei filamenti liberi. La parte basale del collare dei filamenti può essere dilatata. Le antere invece sono saldate fra di loro e formano un manicotto che circonda lo stilo. Le appendici apicali delle antere sono piatte con forme triangolari-ovate. Le teche (produttrici del polline) non sono calcarate (sono cioè prive di speroni), ma hanno le code (caudate). La struttura delle antere è di tipo tetrasporangiato, raramente sono bisporangiate. Il tessuto endoteciale è polarizzato. Il polline è di tipo echinato (con punte sporgenti) a forma sferica.
- Gineceo: l'ovario è infero uniloculare formato da 2 carpelli. Lo stilo (il recettore del polline) è corto e biforcato con due stigmi nella parte apicale. Gli stigmi hanno una forma variabile da subtroncata a ottusa; possono essere ricoperti da minute papille o avere dei penicilli apicali. Le superfici stigmatiche sono continue (e divise almeno alla base) o separate. Dei peli radicali formano un anello alla base dello stilo; la pubescenza può arrivare fin sotto gli stigmi.
- Antesi: da marzo a maggio.

Frutti. I frutti sono degli acheni senza pappo. Gli acheni presentano a volte un esocarpo carnoso e colorato e sono molto variabili nelle forme e dimensioni: possono essere rostrati, orbicolari, obovati, curvi, a becco, alati o fenestrati (con fori). Inoltre possono essere eteromorfi ma anche dimorfici nella stessa pianta: gli acheni dei fiori del disco sono piatti con margini spessi; gli acheni dei fiori del raggio sono a tre lati o affusolati (talvolta alati o tubercolati). Dimensione degli acheni: 6 – 8 mm.

## Biologia
Impollinazione: l'impollinazione avviene tramite insetti (impollinazione entomogama tramite farfalle diurne e notturne).

Riproduzione: la fecondazione avviene fondamentalmente tramite l'impollinazione dei fiori (vedi sopra).

Dispersione: i semi (gli acheni) cadendo a terra sono successivamente dispersi soprattutto da insetti tipo formiche (disseminazione mirmecoria). In questo tipo di piante avviene anche un altro tipo di dispersione: zoocoria. Infatti gli uncini delle brattee dell'involucro (se presenti) si agganciano ai peli degli animali di passaggio disperdendo così anche su lunghe distanze i semi della pianta. Inoltre per merito del pappo il vento può trasportare i semi anche a distanza di alcuni chilometri (disseminazione anemocora).

## Distribuzione e habitat
La specie di questa voce è distribuita in Sudafrica. L'habitat tipico sono i luoghi disturbati fino a quote di 1.000 m s.l.m..

## Tassonomia
La famiglia di appartenenza di questa voce (Asteraceae o Compositae, nomen conservandum) probabilmente originaria del Sud America, è la più numerosa del mondo vegetale, comprende oltre 23.000 specie distribuite su 1.535 generi, oppure 22.750 specie e 1.530 generi secondo altre fonti (una delle checklist più aggiornata elenca fino a 1.679 generi). La famiglia attualmente (2021) è divisa in 16 sottofamiglie; la sottofamiglia Asteroideae è una di queste e rappresenta l'evoluzione più recente di tutta la famiglia.

### Filogenesi
Il genere della specie di questa voce è descritto nella tribù Calenduleae (una delle 21 tribù della sottofamiglia Asteroideae). Da un punto di vista filogenetico, la tribù Calenduleae fa parte del supergruppo (o sottofamiglia) "Asteroideae grade"; l'altro è il supergruppo "Non-Asteroideae" contenente il resto delle sottofamiglie delle Asteraceae. All'interno del supergruppo è vicina alle tribù Senecioneae, Gnaphalieae, Astereae e Anthemideae.
I caratteri distintivi del genere  Dimorphotheca  sono:
- i fiori del raggio sono femminili-sterili o neutri;
- i fiori del disco sono ermafroditi con acheni piatti;
- il colore dei fiori del raggio sono bianchi, rosa o porpora.

I caratteri distintivi per la specie  Dimorphotheca sinuata sono:
- il colore dei fiori del raggio sulla faccia adassiale varia da giallo a arancio.

Il numero cromosomico della specie è: 2n = 36.

### Sinonimi
Sono elencati alcuni sinonimi per questa entità:
- Acanthotheca dentata DC., 1838
- Acanthotheca integrifolia  DC., 1838
- Dimorphotheca calendulacea  Harv., 1865
- Dimorphotheca dentata  Harv., 1865
- Dimorphotheca integrifolia  (DC.) Harv., 1865
- Dimorphotheca pseudaurantiaca  Schinz & Thell., 1923